# Landskamp

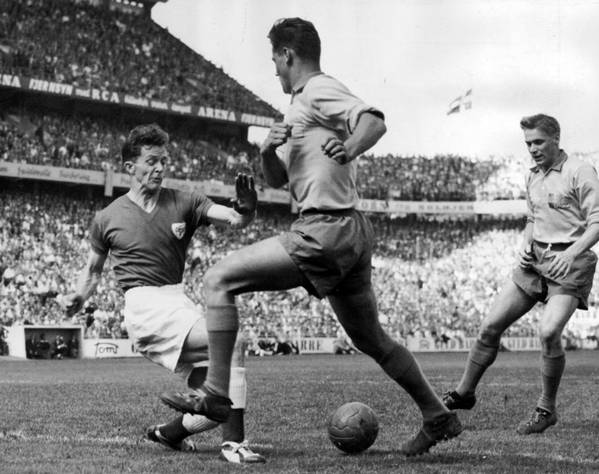
Fotbollslandskamp på Københavns Idrætspark i Köpenhamn mellan Danmark och Sverige (0-6) i juni 1959.

En landskamp eller landsmatch är en sportterm för ett möte ("match") mellan två landslag. Landskamper kallades också för federationsmatch i början av 1900-talet. Oftast är det i typiska lagsporter det anordnas landskamper, men det finns också landskamper i sporter som i grunden är individuella, där man räknar samman poängen, som till exempel Finnkampen i friidrott, eller tennisturneringar som Davis Cup, Fed Cup och Hopman Cup. Stora landslagsturneringar, som världsmästerskap eller Europamästerskap, är egentligen en serie av sammansatta tävlingslandskamper.

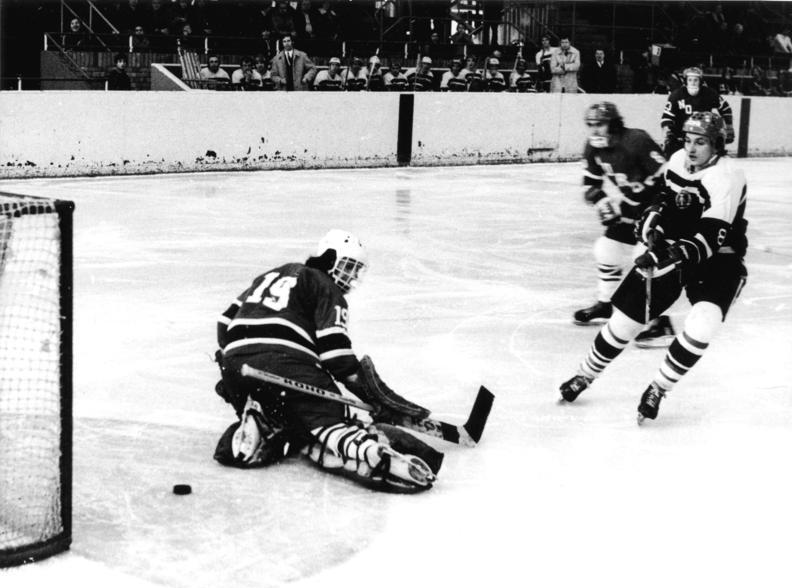
Ishockeylandskamp mellan Östtyskland och Norge (6-2) i Östberlin i mars 1974.

I fotboll spelas oftast enskilda eller dubbla träningslandskamper, dock sällan mellan samma lag, medan man i till exempel bandy, basket, handboll, innebandy, ishockey och volleyboll oftast spelar två, ibland fler, träningslandskamper mellan samma länder inom loppet av två-tre dagar.

### Fotnoter
1. ↑  ”Herr: Historisk seger med 11-3 mot Norge”. fogis.se. Svenska Fotbollförbundet. 12 juli 2008. Arkiverad från originalet den 16 augusti 2012. https://web.archive.org/web/20120816113637/https://fogis.se/arkiv/tidigare/2008/07/herr-historisk-seger-med-11-3-mot-norge/. Läst 4 september 2011.